# Pit Simon
Pit Simon, né le 17 février 1998 au Luxembourg, est un footballeur luxembourgeois qui évolue au poste de défenseur central à l'US Mondorf.

## Biographie

### FC Metz (2015-2017)
Formé au sein du club, la carrière du joueur débute dans l'équipe réserve du FC Metz.

### RFCU Luxembourg (2017-2023)
En 2017, il rejoint le RFCU Luxembourg, alors en BGL Ligue.
Dès sa première saison avec son nouveau club, le joueur remporte le premier trophée de sa carrière en remportant la Coupe du Luxembourg face à l'US Hostert.
En 2022, il remporte pour la deuxième fois la Coupe du Luxembourg, face cette fois-ci au F91 Dudelange.

### US Mondorf (depuis 2023)
Jouant peu lors de sa dernière saison, le joueur signe un contrat de trois ans à l'US Mondorf en 2023,.

## Palmarès
| RFCU Luxembourg (2) :                                                                              |
| -------------------------------------------------------------------------------------------------- |
| - Coupe du Luxembourg (2) - Vainqueur : 2018 et 2022 - Supercoupe du Luxembourg - Finaliste : 2018 |